# Solidaritätszuschlag
Solidaritätszuschlag (ou Soli) est un impôt allemand destiné à financer la réunification allemande. Cet impôt de solidarité mis en place en 1991 est une surtaxe sur l’impôt sur le revenu et l’impôt sur les sociétés. Il est prélevé en  Allemagne de l'Ouest ainsi qu'en Allemagne de l'Est.